# Hilara bilobata
Hilara bilobata är en tvåvingeart som beskrevs av Yang och Wang 1998. Hilara bilobata ingår i släktet Hilara och familjen dansflugor.
Artens utbredningsområde är Zhejiang (Kina). Inga underarter finns listade i Catalogue of Life.